# エクラノプラン

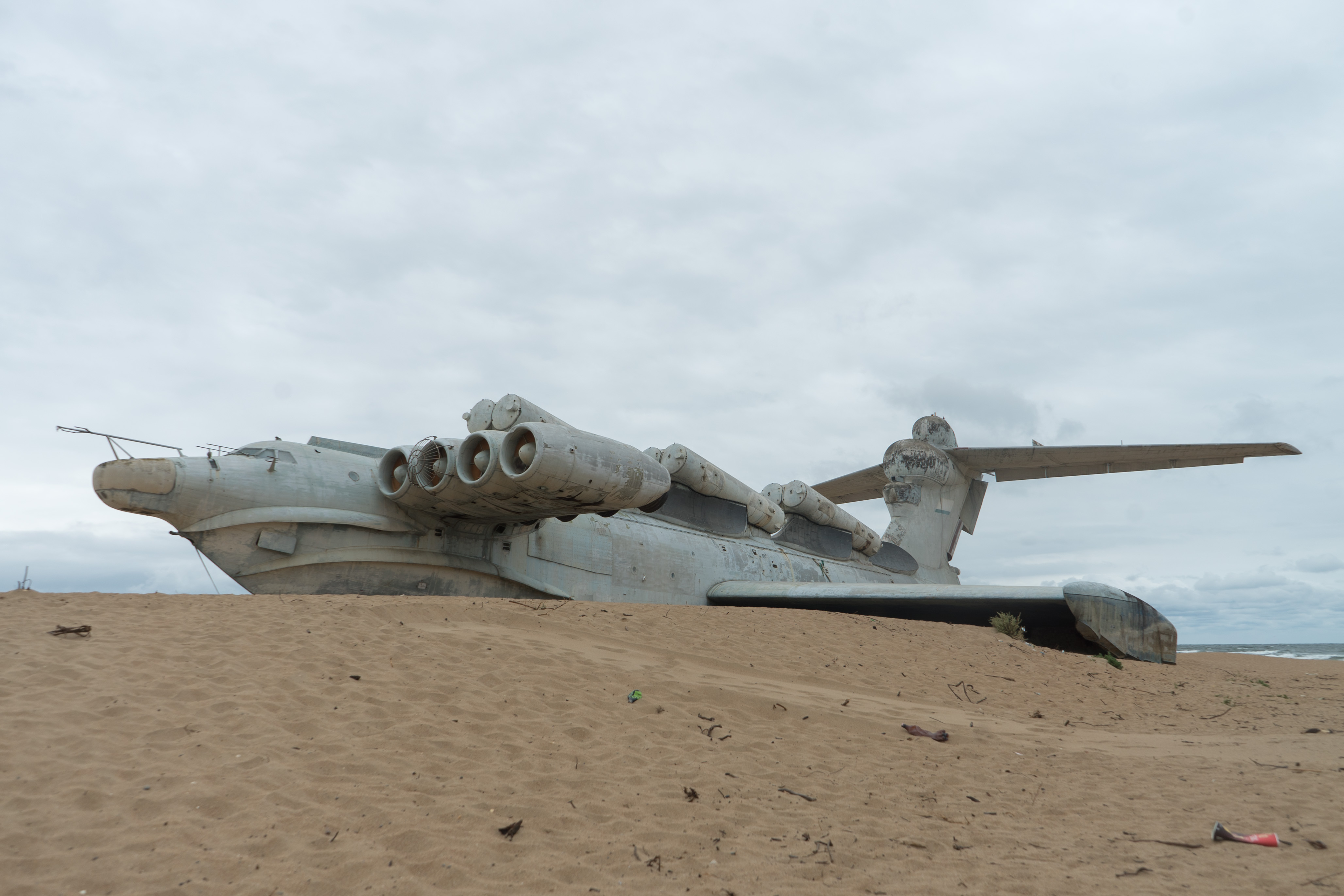
上部にミサイル発射筒を装備したルーニ級エクラノプラン(en)。冷戦中の西側諸国ではソ連が開発した大型のエクラノプランを「カスピ海の怪物」と呼んでいた

エクラノプラン（ロシア語: Экраноплан）とは、ソ連で開発された地面効果翼機 (WIG) の総称で、平滑な地表面ないし水面上を機体の幅と同程度の高度を保って飛行し、それによって得られる地面効果を利用することで高速性と大量輸送を両立することを可能とするものである。エクラナプラーンとも表記する。

## 概要

### 現象

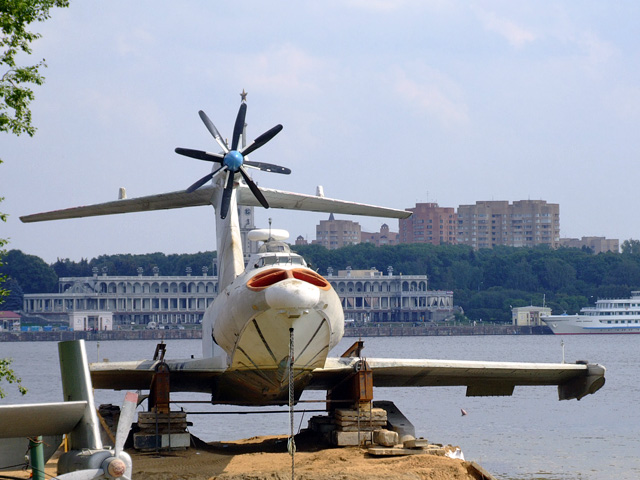
A-90 オルリョーノク

冷戦期において、エクラノプランは大型かつ高速展開可能な輸送戦力として長期にわたってカスピ海沿岸部に配備されていた。"カスピ海の怪物"という渾名は、翼の外側を切り落とされた航空機のようにしか見えないこの機体を発見したアメリカ合衆国中央情報局（CIA）によってつけられた名前である。地面効果が発生している状況を基準として設計され（参考:地面効果#航空機の地面効果）、通常の飛行機と同じく動安定が正である。

### 開発
エクラノプランの開発は、1940年代よりソ連の軍事部門において開始された。高速船の開発で実績のあったロスチスラフ・アレクセーエフの水中翼船中央設計局が中心となって行われるようになると、その計画の実現は一気に加速した。
1961年には最初のエクラノプランSM-1が「初飛行」を実施した。SM-1は水中翼船のような従来の高速船とは比較にならない200 km/hという高速力を発揮した。形状は全長20mの細長い船型の胴体を持ち、「翼」は幅10m程度のごく小さな補助的なものであった。外見上は一風変わった小型の船といったところであったが、動力は1 基のターボジェットエンジンを使用していた。翌年には改良型のSM-2が飛行し、ニキータ・フルシチョフの前で公開された。その成果を認められたSM-2は、ソ連海軍向けの高速艇として、実用化に向けて開発が進められることとなった。
開発は2、3年の間にSM-3、SM-4、SM-5と順調に進んでいった。これらは、2基のターボジェットエンジンを搭載する15 - 20m級のエクラノプランであった。1964年にはSM-5が墜落し、操縦士が死亡するという惨事が発生した。これが、SMシリーズにとって最初の大事故となった。この年には、事故を教訓に取り入れたSM-2P7が製造された。

### 実用化
初期の小型機による実験の結果を元に、1966年には大型のエクラノプランであるKMが作られた。KMは全長92m（最大時は全長100mを越えた）、最大積載時の離床重量は540tにまで達し、水上数mを時速400km/h以上で巡航することができた。「KM」とは「見本艦」という意味の「корабль-макет」の略号であったが、奇しくも西側の付けた「カスピ海の怪物」というニックネームのロシア語訳「Каспийский монстр」の略と一致しており、バクロニムであるが現代ではもはやこの意味で説明されることの方が多い。
これと並行し、20m級の中型エクラノプランSM-8の試験も実施された。これは、墜落したSM-5の直接の発展型に当たるエクラノプランであった。将来的には、SM-8をもとに軍事用エクラノプランのみならず民間用エクラノプランが開発される見通しであった。

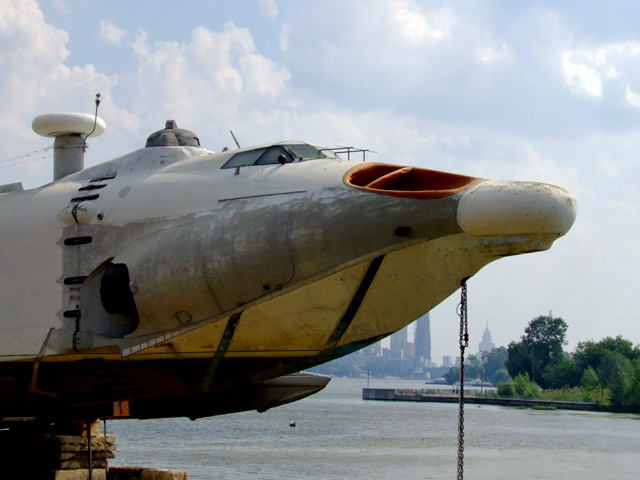
A-90 オルリョーノクの操縦席付近

1972年には、「オルリョーノク」の元となったSM-6が完成した。これは全長31m、翼幅14.8mの中型エクラノプランで、ソ連の大型機に多く使用されたターボプロップエンジンAI-20を1 基垂直尾翼に装備し、補助のターボジェットエンジン2基を併用するという独特のスタイルが確立された。そして、この年には904号計画「オルリョーノク」型と正式に呼ばれたA-90 オルリョーノクが完成した。
1987年には、全長73.8m、翼幅44mの大型エクラノプラン903号計画「ルーニ」型（NATOコードネーム：ウトカ）が完成した。これは、初の実用型ミサイルエクラノプランであった。その航行速度は500km/hに達し、武装として対艦ミサイル3M80「モスキート」を6発搭載した。当時の1241.1M型大型ミサイル艇は、同じミサイルを4発搭載するのみである。また、「ルーニ」の捜索救難機型「スパサーチェリ」も計画された。

### 配備
これらの機体は、第一にカスピ海および黒海で運用されることを念頭に置いた超高速（数百km/h）軍事輸送機関としてソ連で開発され、最大の機体は100t以上の貨物を積載できた。エクラノプランの開発はドミトリー・ウスチノフ（ソ連国防相）によって支援された。最初に約120隻のエクラノプラン（オルリョーノク）がソ連海軍に導入される計画が立てられた。この数字は後になって30隻以下へと削減されたが、それでも主に黒海およびバルト海艦隊に配備される計画が進められた。
エクラノプランは造船所で製造されていたため、航空機用と比較し重く強度に劣る船舶用アルミ合金しか割り当てられず、艇体強度の不足を招いた。KMは強度不足が指摘され補強改修が施されたが、1980年に事故で失われた。オルリョーノクはカスピ海でのテストの際、荒天下で離水しようとして波に叩かれ、艇尾部分をもぎ取られるという事故を起こした。さらに、カタログスペック上は装甲車輌2両を積載できるとしていたが、「構造上の制限」により、実際に積載できるのは1両のみだった。
加えて、これらエクラノプランを艦隊へ配備する場合、専用の特殊施設（浮きドックなど）も用意する必要があり、運用コストが莫大になることが予想された。当時のソ連においてエクラノプランの量産、実戦配備は非現実的な計画であった。
1985年に支援者であるウスチノフ将軍が死去し、後任となった国防大臣セルゲイ・ソコロフ将軍は、この計画への予算の配分を事実上取りやめさせた。最終的に、艇体を改設計したうえで稼動可能としたオルリョーノクが3隻、「ルーニ」1隻が建造され、カスピースク近くの海軍基地へ配備された。

ソビエト連邦の崩壊まで、エクラノプランはニジニ・ノヴゴロドにあるヴォルガ造船所で製造されていた。

### 近況

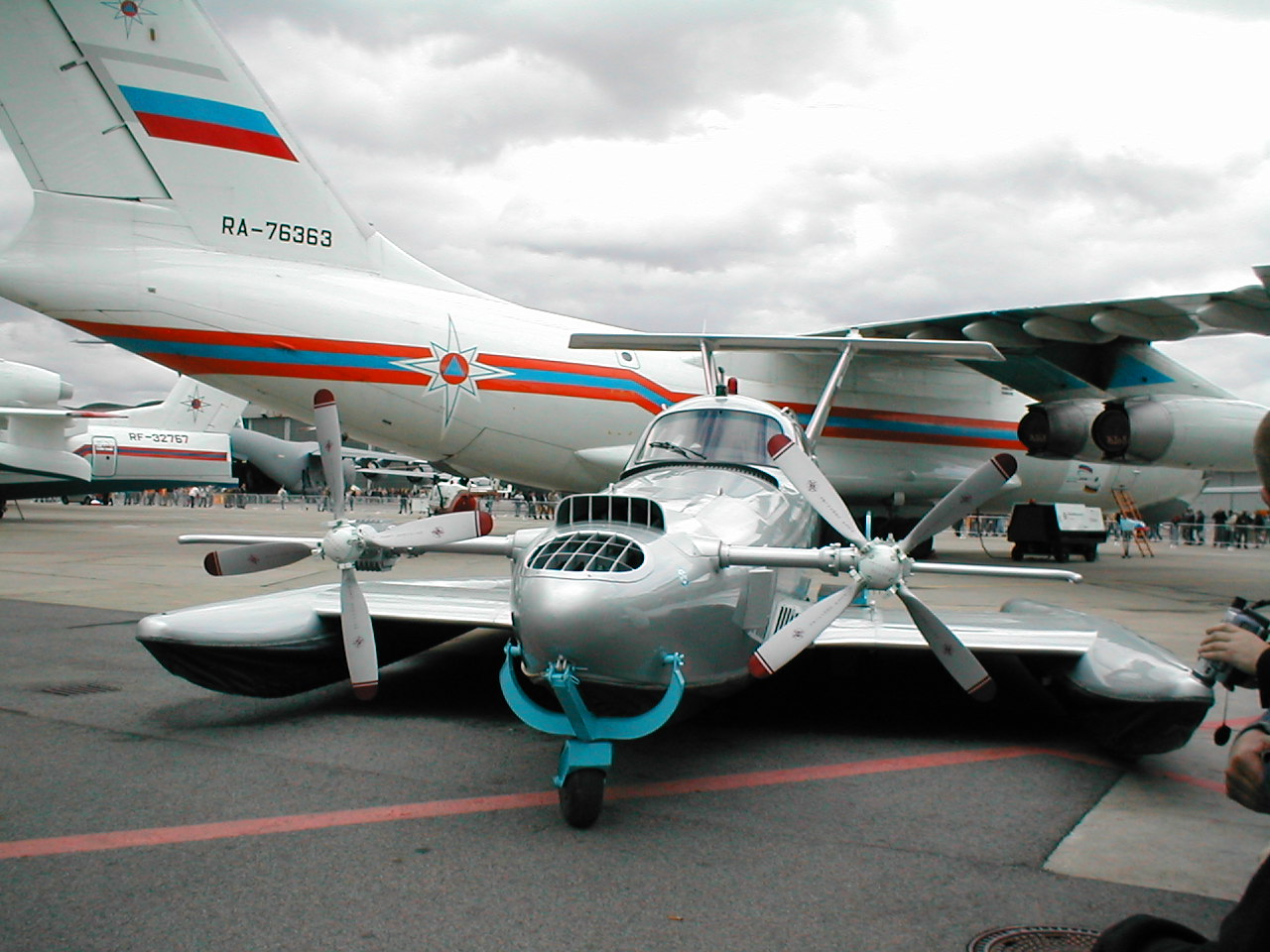
ロシアの小型エクラノプラン「アクアグライド2」

長らくロシア海軍に在籍するエクラノプランは、ルーニ型（ルン級）のみとなっていた。在籍といえどもカスピ海沿岸の海軍基地で30年近く放棄状態となっていたが、2020年7月、ダゲスタン共和国のデルベントへ搬出。デルベントに建設中の軍事博物館とテーマパークを複合させた愛国者公園のメイン展示物として利用され、2023年に一般公開を目標に修繕作業が開始されている。
オルリョーノクは2007年に除籍、カスピースクからモスクワ郊外ヴォルガ川へ回航され、同地の博物館「潜水艦B-396」の横で公開されている。
また、ソ連崩壊後はロシアなどで中・小型のエクラノプランの開発が続けられている。これらはかつての大型エクラノプランのような攻撃的性格が与えられておらず、民間での使用が視野に入れられている。また、練習機用のエクラノプランも開発されている。1968年に製造した試作のUT-1は、1990年にストリーシュとして完成している。21世紀に入ってからもエクラノプランはその奇抜な外見から相変わらず観衆の注目を集める存在となっており、「アクアグライド」や「イヴォーラ」EK-12Pなどがモスクワの航空ショーで展示されたり、ゲレンジークの航空ショーで飛行を行っている。この他、ロシアやウクライナを始めとする海外の幾つかのメーカーが小型の民間向けエクラノプランを製造しており、飛行機愛好家によって何機かが実際に使用されている。
2010年にはイランが保有するBavar-2(باور)（ペルシャ語の名前を日本語訳するなら信仰、信念という意味になる）と呼ばれる機体の存在が確認され、CNNニュースで飛行している様子が放送された。
小型の1人乗りの機体で一部には複座も確認されている、超低空飛行と特殊塗料によりレーダーを回避することが出来るとされている。外観から武装などは確認されておらず、操縦席の後ろに爆薬を搭載し敵艦に体当たりするという特攻兵器的な運用を目指した人間対艦ミサイルとの説もある。
2014年には2015年以降に計画を復活するとの報道が行われ、2015年5月30日に開発と建造を再開することが報じられた。
サハリン州では北方領土とサハリン島を結ぶ新たな交通手段としてエクラノプランの導入を検討している。海上高速交通網を構築し経済活動の活性化と北方四島の誇示が狙いとされ、製造メーカーであるアレクセエフ水中翼船中央設計局主催のメディアツアーの中で明らかにされた。